# گایرو
گایرو (به ایتالیایی: Gairo) یک کومونه در ایتالیا است که در استان الیاسترا واقع شده‌است.

## خصوصیات
گایرو ۷۸٫۴ کیلومترمربع مساحت و ۱٬۶۴۳ نفر جمعیت دارد و ۶۹۰ متر بالاتر از سطح دریا واقع شده‌است.